# Tuberos de Veracruz
El Club de Fútbol TAMSA fue un equipo de fútbol mexicano que jugó en la Tercera y la Segunda división mexicana. Tuvo como sede la ciudad de Veracruz, México y pertenecía a la empresa Tubos de Acero de México SA de CV.

## Historia
Los Tuberos de Veracruz (TAMSA) participaron en la tercera división a mediados de los 1970s y lograron el campeonato de ese circuito en la temporada 1975-76 consiguiendo así el ascenso a la Segunda División de México.
En sus 5 torneos en la segunda división, de 1976-77 a 1981-82, lograron colarse a la liguilla solamente en la temporada 1979-80 donde lograron un empate a 2 con los Jaguares de Colima, después pierden 4-2 con el Tapatío, ganan 1-0 a los Atletas Campesinos de Querétaro, quienes a la postre fueron los campeones. En la segunda vuelta empatan a 0 con el Colima, pierden 1-0 con el Tapatío, y pierden 3-0 con los Atletas Campesinos. Al término de la temporada 1981-82 ocuparon uno de los últimos 5 lugares de la tabla general por lo que debieron descender a la recién creada Segunda división "B", pero considerando que la afición de Veracruz solo seguía a los Tiburones Rojos, que en ese año también estaban en segunda división, se empezaron las platicas para dejar su plaza a otro equipo.
En 1982, los Tuberos de Veracruz desaparecieron, cediendo su franquicia al Instituto Mexicano del Seguro Social. Esa franquicia fue ofrecida a Gómez Palacio, pero con el tiempo encima y la poca infraestructura con la que contaba el municipio, el club se estableció en Santa Cruz Tlaxcala, un poblado dónde el Seguro Social tiene un centro vacacional llamado La Trinidad, allí con un buen estadio surgió un club al que se le llamó Santos, nombre tomado por el poblado, y con el tiempo se convertiría en el Santos Laguna.

## Palmarés
- Tercera División de México (1): 1975-1976

- Datos: Q2458922